# アリコート張弦
アリコート張弦（アリコートちょうげん、英: aliquot stringing）は、音色を豊かにする目的のためにハンマーで叩かれない追加の弦を用いる、ブリュートナーのピアノ特有の構造である。
アリコート方式では、高音側の3オクターブの個々の音で追加の（したがって4本目の）弦を使用する。この弦は他の3本の弦よりもわずかに高い位置にあるため、ハンマーでは叩かれない。ハンマーが従来の3本の弦を叩く時、常にアリコート弦は共鳴して振動する。アリコート張弦は楽器全体にわたって振動エネルギーを拡大し、非常に複雑で色鮮かな音色を作り出す。

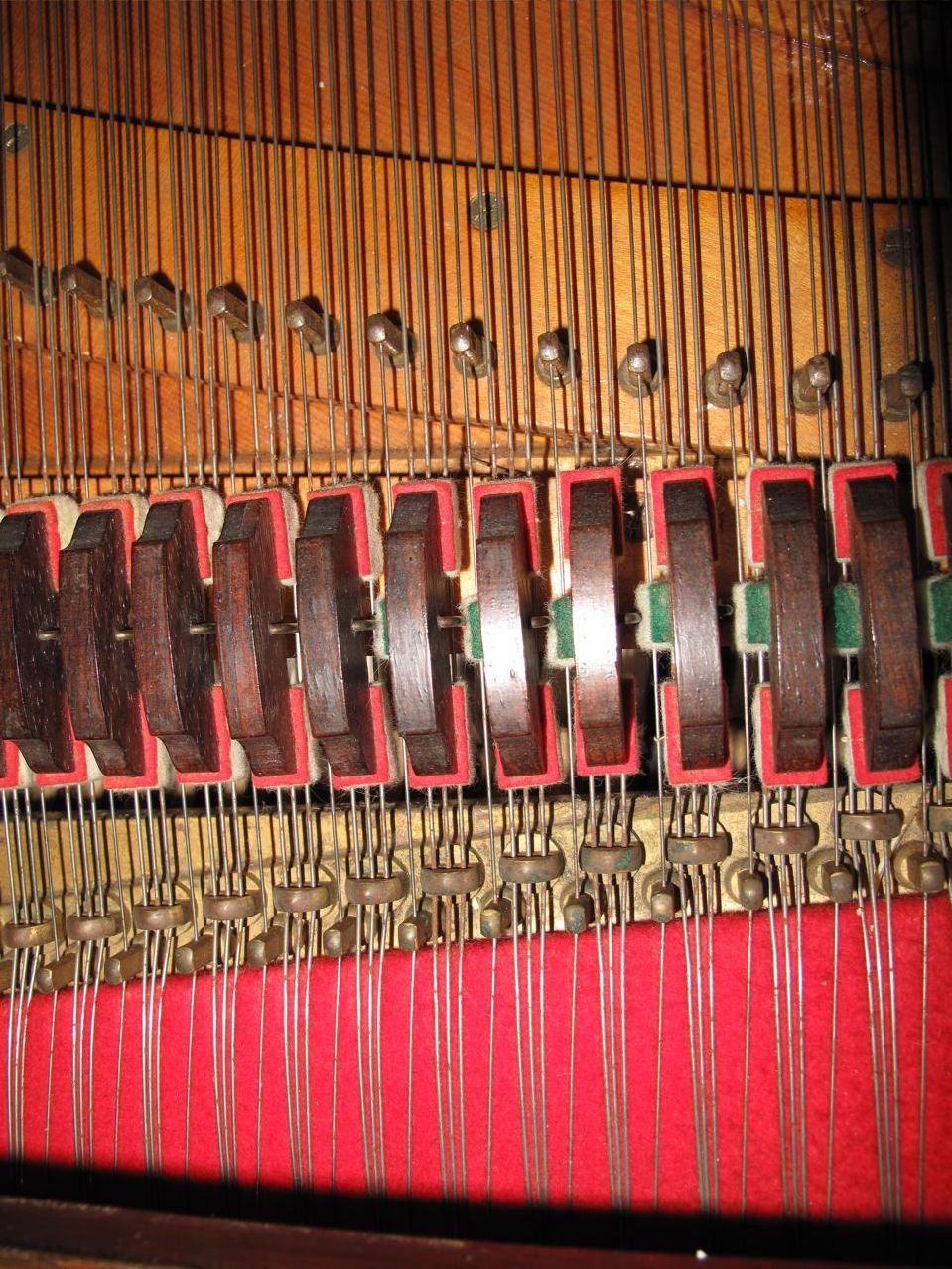
アリコート弦は1オクターブ高いため、より短い。

## 語源
英単語の "aliquot" は突き詰めていくと「数個の」を意味するラテン語の単語から来ている。数学では、"aliquot" は「等分」を意味し、アリコート弦の長さが共鳴振動するより長い弦の長さを等分したものであるという事実を反映している。

## 歴史
ユリウス・ブリュートナーは1873年にアリコート張弦方式を考案した。ブリュートナーのアリコート方式は、高音側の3オクターブの個々の音で追加の（したがって4本目の）弦を使用する。この弦は他の3本の弦よりもわずかに高い位置にあるため、ハンマーでは叩かれない（最近のモデルでは、ハンマーに叩かれないようにしつつ同じ高さに配置されるよう変更された）。ハンマーが従来の3本の弦を叩く時、常にアリコート弦は共鳴振動する。この弦の共鳴はアリコート弦の音高と調和関係にある他の音が演奏された時も起こる。多くのピアノ製作者は共鳴振動を使ってピアノの音色を豊かにするが、デュープレックス・スケーリング（1872年にスタインウェイが特許取得）と呼ばれる異なる手法も用いられる。紛らわしいことに、デュープレックス・スケーリングにおいて用いられる弦の一部分が「アリコート弦」と呼ばれることがあり、デュープレックス・スケールにおいて用いられる接触点はアリコートと呼ばれる。デュープレックス・スケーリングが「アリコート」を使用していたとしても、アリコート張弦とデュープレックス・スケールは異なる。
アリコート張弦は構成音高と1オクターブ差で調律されるため強く共鳴し、響板へ強い振動を伝える。音色上も1オクターブ上の音を同時に鳴らしたものに近い効果をもたらす。
デュープレックス・スケールはそうではない。短い弦長ゆえにデュープレックス・スケールの音高は完全11度以上離れているのが一般的であり、加えて一体型のブリッジを使っていて正確な調律ができないことも多く、アリコート張弦ほど豊かに響かない。短い弦長でインハーモニシティの影響を強く受けるため音も金属質なものとなる。
このアリコート張弦とデュープレックス・スケールの差異がブリュートナー特有の音色を生み出している。
アリコート張弦のアリコート弦は動きが非常に活発なためダンパーを必要とし、さもなければアリコート弦は無制御に音を持続し、音を濁らせる。アリコート張弦は楽器全体にわたって振動エネルギーを拡大し、非常に複雑で色鮮かな音色を作り出す。これはハンマーが各自の3本の弦を叩き、エネルギーが共鳴弦へとすぐに伝わることことで起こる。ピアノ格付け本の著者ラリー・ファインはブリュートナーの音色は特に小さな音量で「洗練され」、「繊細」と述べている。しかしながら、ブリュートナー社はアリコート弦の効果は大音量での演奏においても等しく明白だと主張している。

### 調律可能なアリコート
スタインウェイ・アンド・サンズのセオドア・スタインウェイは1872年に調律可能なアリコートの特許を取得した。短い長さのハンマーで叩かれない弦はピアノの高音側の大半にわたってアリコートによってブリッジされる。アリコートは常に、各自の上音と調和した振動を（典型的にはオクターブ重ねと第12倍音）生むような位置に置かれる。これはピアノの高音のパワーと持続性を強化した。個々のアリコートを正確に配置するのには時間がかかったため、スタインウェイは個別のアリコートを見捨てて、つながった鋳造棒に乗り換えた。この金属製棒はデュープレックスブリッジ点の全体をそれぞれ構成する。スタインウェイ社は正確にブリッジを組み立て点注意深くデュープレックス・バーを配置することで、こまごまと手のかかることなくきっと同じ結果が達成できると思った。
1854年にボストンで設立されたメイソン・アンド・ハムリンは個別のアリコートを使用し続けた。彼らはこれらの短い長さの弦の調律がデュープレックス・バーで得ることができるものよりも正確であると感じた。位置が固定されたデュープレックス・バーを用いると、鋳物またはブリッジピンの位置の小さな変化がデュープレックス弦の長さの不完全さを生み出しやすい。そのうえ、湿度の変化はスピーキング・スケールと比べてデュープレックス・スケールをより早く動かすため、アリコート位置の再調整はデュープレックス・バーの再配置よりも実用性が高い。
イタリアのピアノ製造業者ファツィオリは可変式ブリッジによる独立アリコート方式を採用している。

## その他の楽器
他の弦楽器の製作者は音色を強化するために割り切れる数のスケール長を用いることがある。こういった楽器の例には、日本の箏や共鳴弦を備えた非西洋の伝統楽器がある。